# Francesco Cesarei Leoni
Francesco kardinal Cesarei Leoni, italijanski rimskokatoliški duhovnik, škof in kardinal, * 1. januar 1757, Perugia, † 25. julij 1830.

## Življenjepis
27. avgusta 1797 je prejel duhovniško posvečenje.
8. marca 1816 je bil povzdignjen v kardinala in pectore.
28. julija 1817 je papež njegovo ime javno objavil in ga imenoval za kardinala-duhovnika pri S. Maria del Popolo in za škofa Jesija; 24. avgusta istega leta je prejel škofovsko posvečenje.